# Charles Lloyd
Charles Lloyd (Memphis, Tennessee, 1938. március 15. –) amerikai dzsesszzenész.

## Élete
1938. március 15-én született a Tennessee állambeli Memphisben. Autodidakta módon tanult meg tenorszaxofonozni.
1960 októberében csatlakozott a Chico Hamilton Quintethez, ahol klarinéton, alt- és tenorszaxofonon valamint fuvolán játszott.
1964 januárjától Cannonball Adderley Sextetjében játszott, miközben megalakította saját kvartettjét is, amelyben 1965 júliusában Szabó Gábor gitározott, Ron Carter bőgőzött, Tony Williams dobolt.
Később a zenekar tagjai kicserélődtek, így Keith Jarrett zongorázott, Cecil McBee ( majd Ron McClure) bőgőzött és Jack DeJohnette dobolt. A Quartet a modern jazz szemszögéből nézve hihetetlenül sikeres volt, világhírnévre tett szert és a jazz-világ pódiumának közepére került.
1966 tavaszán készítette el első lemezét a Lloyd Quartet Dream Weawer címmel.
A következő két évben összesen hatszor jöttek Európába turnézni, és mindig sikert aratva tértek haza.
Sikerük azért is csodálatos, mert ebben az időben az egész világon az elektromos hangszerekkel felszerelt és erősített rockzenekarok hódítottak, miközben ők akusztikus hangszereket használtak. A muzsikusok egy dologban azért követték a divatot: a hippimozgalom a hatvanas évek második felétől ért a csúcsra, aminek hatása alól a kvartett tagjai sem vonhatták ki magukat: szűkített, nagy-galléros, virágmintás ing, szűk csípőnadrág, bajusz és afrotípusú nagy haj. Ilyet hordtak a kvartett tagjai is. A kritikusok a zenészek hippi attitűdjeit kritizálták, nem vették figyelembe a zenét magát, annak előnyeit, hatékonyságát.
Lloyd végül is abbahagyta a zenélést és a meditáció valamint a filozófia irányába fordult.
A nyolcvanas évek elején ismét visszatért a színpadra, és Michel Petruccianival (zongora) (később Bobo Stenson), Palle Danielsonnal (basszusgitár) és Jon Christensennel (dob) turnézott. Stílusa nem változott a 60-as évektől.

## Diszkográfia
- 1965: Discovery! The Charles Lloyd Quartet
- 1965: Of Course, Of Course
- 1966: Dream Weaver
- 1966: Charles Lloyd in Europe
- 1966: The Flowering
- 1967: Love-In [live]
- 1967: Charles Lloyd in the Soviet Union [live]
- 1968: Forest Flower: Charles Lloyd at Monterey [live]
- 1968: Journey Within [live]
- 1968: Nirvana
- 1969: Soundtrack
- 1970: Moon Man
- 1971: Warm Waters
- 1972: Waves
- 1974: Geeta
- 1978: Weavings
- 1979: Autumn in New York
- 1979: Big Sur Tapestry
- 1982: Montreux (1982) [live]
- 1983: A Night in Copenhagen
- 1989: Fish Out of Water
- 1991: Notes From Big Sur
- 1993: Acoustic Masters I
- 1993: The Call
- 1994: All My Relations
- 1994: In Concert [live]
- 1996: Canto
- 1999: Voice in the Night
- 2000: The Water Is Wide
- 2001: Hyperion with Higgins
- 2002: Lift Every Voice
- 2004: Which Way Is East
- 2005: Jumping the Creek

- 2006: Sangam [live]

- 2008: Rabo de Nube [live]